# Hässleholm
Hässleholm (hasta 1906 Hessleholm) es una localidad (tätort) sueca de la provincia de Escania y capital del municipio homónimo. En 2020 tenía una población de 19.435 habitantes.

## Historia
Hässleholm se desarrolló progresivamente a partir de 1860 con motivo de la construcción de la línea principal de ferrocarril de Estocolmo a Malmö. Antes de la llegada del ferrocarril no existía ningún asentamiento en la zona. La estación recibió su nombre de una casa solariega del siglo XVI situada en las inmediaciones de un enlace ferroviario que se había previsto. Sobre la base de este enlace creció el asentamiento, que recibió el estatus de ciudad menor (köping) en 1901. Obtuvo el título de ciudad en 1914 y fue clasificada entonces como una de las ciudades más pequeñas de Suecia. En el siglo XX se convirtió en un centro militar. Durante un tiempo estuvieron estacionados al sur de la ciudad dos regimientos, pero fueron disueltos en el año 2000, después de la Guerra Fría.

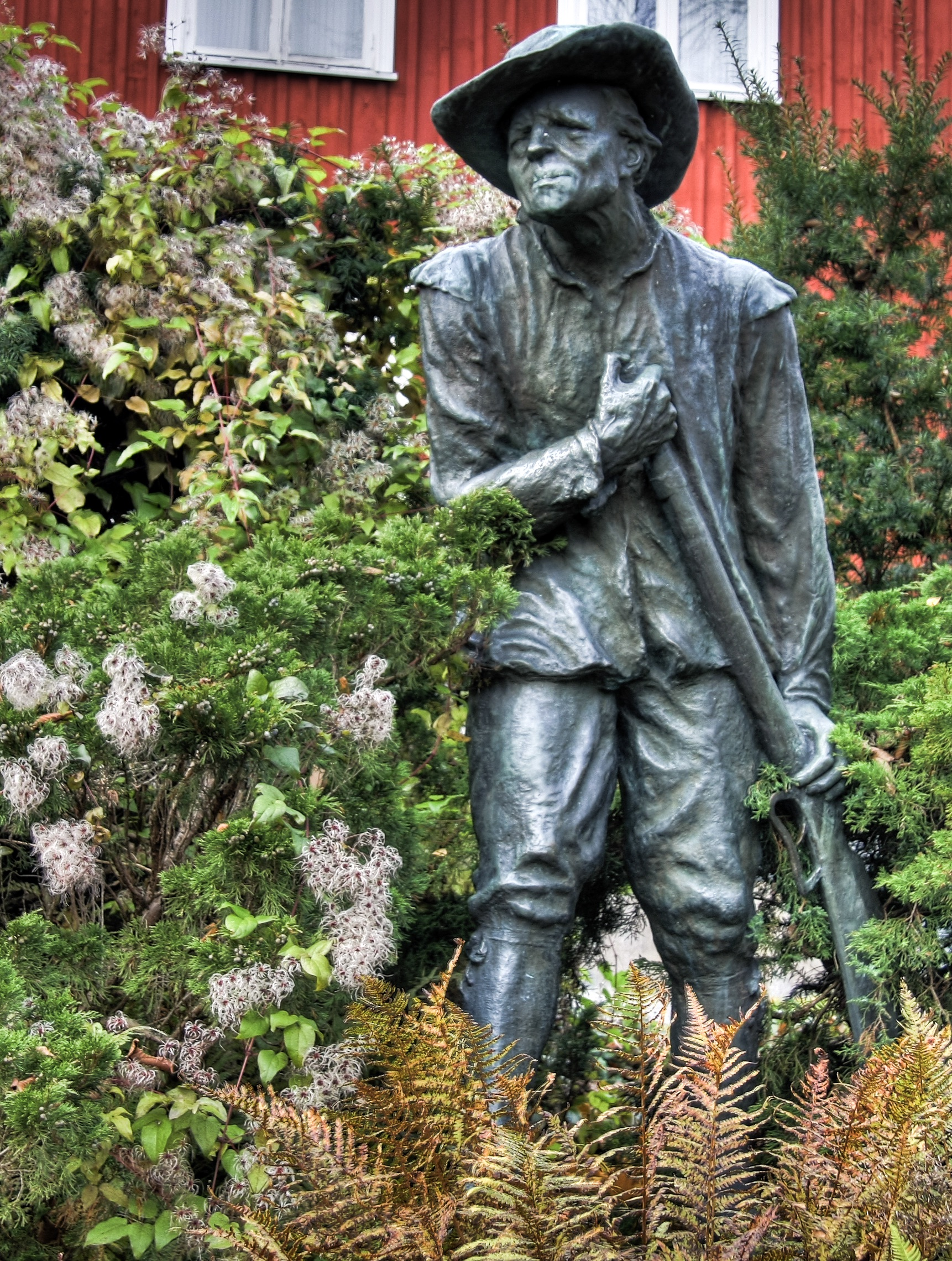
Estatua del Lille Mads Snapphanen de 1934 en el Hembygdspark

El centro urbano creció hacia el lado oriental del ferrocarril. No obstante, la mayoría de las edificaciones, de estilo moderno, datan del periodo posterior a la Segunda Guerra Mundial. En el año 2002 se inauguró la Casa de la Cultura (Kulturhus), que cuenta con teatros, una biblioteca, un centro de visitantes y restaurantes. Al este del centro urbano se encuentra el parque Hembygdspark, donde se encuentra la estatua "Snapphanen", obra del escultor Axel Ebbe, que hace referencia a la historia de la zona como centro de insurgentes escanios durante las contiendas del siglo XVII entre Suecia y Dinamarca.
Parte de la arquitectura más interesante y distintiva de la ciudad se encuentra a lo largo de la Primera Avenida (Första avenyn). En el extremo oeste de la calle, en pleno centro de la ciudad, se halla la estación central de ferrocarril. En el extremo este se ubica la iglesia de Hässleholm, construida en 1914. El Hotell Statt, el más antiguo y destacado de la ciudad, se encuentra en el lado norte, y en el lado sur se encuentra el edificio más antiguo de la ciudad, que en la actualidad alberga tiendas, oficinas y apartamentos.

## Deportes
Los siguientes clubes deportivos tienen su sede en Hässleholm:
- Hässleholms IF
- IFK Hässleholm

## Personalidades ilustres
- Daniel Börtz, compositor
- Andreas Dahl, jugador de fútbol
- K. G. Hammar, teólogo y antiguo arzobispo de Uppsala
- Åke Persson, trombonista de jazz
- Roger Tallroth, luchador
- Familjen, cantante y músico
- Anders Stenmo, músico y guionista
- Robin Stjernberg, cantante y músico